# Żywność syntetyczna
Żywność syntetyczna – typ żywności zawierający wiele syntetycznie przetworzonych składników oraz związków niewystępujących w przyrodzie. Przykładem mogą być popularne zupy instant z makaronem oraz dania bez gotowania. Zawierają one różne związki, np. glutaminian sodu, a także suszone i przetworzone surowce, jak skrobia modyfikowana. Żywność syntetyczną potocznie nazywa się sztuczną, co znajduje odzwierciedlenie w nazwach produktów np. miód sztuczny.
W 2013 r. w Londynie na żywo usmażono pierwszego hamburgera z 20 tys. włókien mięśniowych krowy, które wyhodowano z komórek macierzystych zwierzęcia. Główną barierą w rozwoju syntetycznego mięsa jest cena. Wyprodukowanie w laboratorium kilograma mięsa kosztuje od 400 do 2000 dol.